# Schwanefeld

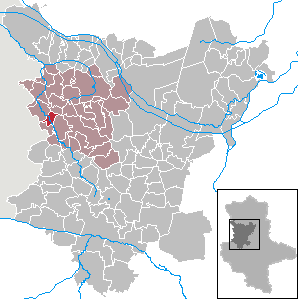

Schwanefeld este o comună din landul Saxonia-Anhalt, Germania.